# Centro de Munições e Desminagem da Defesa Total
O Centro de Munições e Desminagem da Defesa Total (em sueco Totalförsvarets ammunitions- och minröjningscentrum; com a sigla SWEDEC) é uma unidade das Forças Armadas da Suécia, sediada na cidade de Eksjö.

Esta unidade está vocacionada para a ”formação de unidades de desminagem e de manuseamento de munições na Suécia, e em operações internacionais”.

O seu pessoal é constituído por 150 efetivos, incluindo oficiais profissionais, militares em serviço permanente e funcionários civis.

Foi fundado em 1998, e reorganizado em 2000.